# Colonia María del Rosario
Colonia María del Rosario är en ort i Mexiko.   Den ligger i kommunen Rioverde och delstaten San Luis Potosí, i den centrala delen av landet, 290 km norr om huvudstaden Mexico City. Colonia María del Rosario ligger 993 meter över havet och antalet invånare är 181.
Terrängen runt Colonia María del Rosario är platt åt nordost, men åt sydväst är den kuperad. Runt Colonia María del Rosario är det ganska glesbefolkat, med 29 invånare per kvadratkilometer. Närmaste större samhälle är Río Verde, 5,4 km norr om Colonia María del Rosario. Trakten runt Colonia María del Rosario består i huvudsak av gräsmarker.